# 壞念頭
《壞念頭》（英語："Bad Idea"）是美國歌手爱莉安娜·格兰德演唱的一首歌曲，出自其第五张专辑《謝謝，下一位》。這首歌曲由格蘭德、彼得·斯文森、沙凡·科提查與其製作人马克斯·马丁和伊利亚·萨尔曼扎德共同創作。這首電子舞曲和陷阱歌曲圍繞著格蘭德講述她利用某人從先前感情中走出來。
一些樂評人讚賞歌曲的創作，而其他則認為它跟高堤耶和金貝拉的《熟悉的陌生人》過於相同。隨著《謝謝，下一位》的發行，《壞念頭》進入希臘、匈牙利、立陶宛和斯洛伐克的榜單前10名，並打進澳洲、加拿大、丹麥、愛爾蘭、葡萄牙、新加坡和美國的榜單前40名。格蘭德將其放進她2019年甜到翻世界巡迴演唱會的曲目列表中。該年，她在科切拉谷音樂藝術節和Lollapalooza演唱該曲。

## 背景

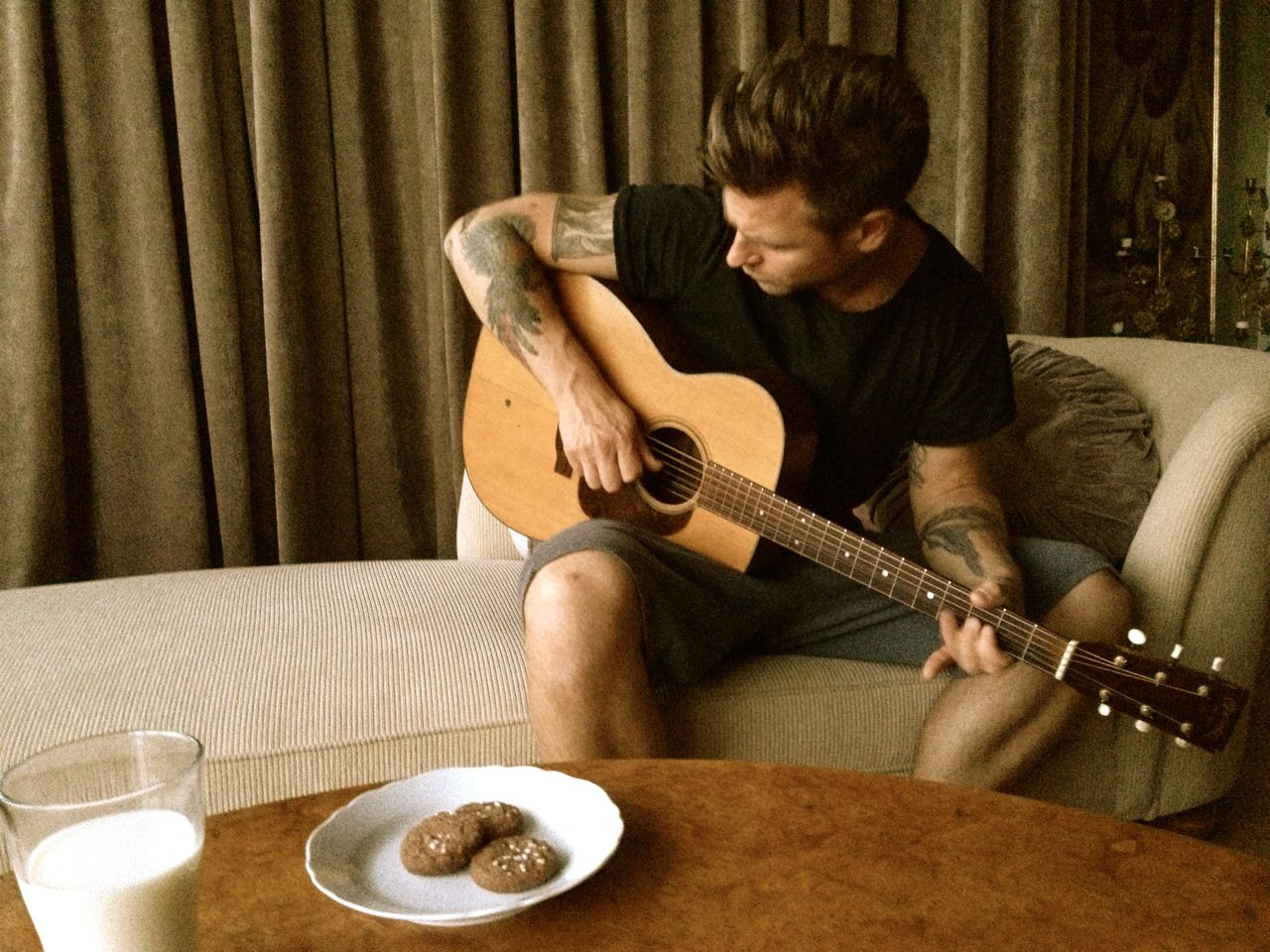
彼得·斯文森共同創作《壞念頭》

《壞念頭》由爱莉安娜·格兰德、彼得·斯文森、沙凡·科提查與其製作人马克斯·马丁和伊利亚·萨尔曼扎德共同創作。歌曲在加州洛杉磯MXM工作室和瑞典斯德哥尔摩狼表兄弟工作室（Wolf Cousins Studios）進行錄製。科特查說在製作《謝謝，下一位》時，他們嘗試去做格蘭德之前從未做過的事。為了達到這個想法，他希望創作一首受英國樂團警察樂隊啟發的旋律與陷阱拍子相結合的歌曲。羊毛衫樂隊前任成員斯文森協助第二樂句的劃分，並與莉亞創作歌曲開頭的吉他重複段落。柯特查、格蘭德和馬丁之後修改旋律。莉亞加入格蘭德決定延長歌曲的樂器尾奏。
馬丁和薩拉曼扎達為歌曲編寫程式並演奏吉他、貝斯、鼓和鍵盤。他們兩人均參與了弦樂組；與馬帝亞斯·比隆德（Mattias Bylund）共同演奏弦樂；大衛·布考文斯基（David Bukovinsky）演奏大提琴。跟格蘭德在第三張專輯《危險尤物》合作的馬特亞斯·約翰森（Mattias Johansson）演奏小提琴。格蘭德製作聲樂。山姆·霍蘭德（Sam Holland）在科里·比斯（Cory Byce）和傑瑞米·萊爾托拉（Jeremy Lertola）的幫助下完成歌曲的工程。謝爾班·蓋內亞（Serban Ghenea）在約翰·漢內斯（John Hanes）的協助下在弗吉尼亚州維珍尼亞海灘的混音之星工作室（MixStar Studios）完成混音。蘭迪·梅里爾（Randy Merrill）在紐約的傑出之聲工作室製作母帶。

## 词曲
《壞念頭》是一首EDM和陷阱歌曲，且時長4分27秒。它以降E小調的4/4拍創作，為每分鐘138拍的稍快板歌曲。格蘭德演唱這首歌曲的音域E♭3至A♭5之間。《壞念頭》以吉他重複段落開始，而在充滿ad-lib和回聲的記憶點中有著些「旋律回音」。格蘭德在演唱歌曲標題時使用了聲樂轉調。她還在副歌中稱自己「亞莉醬（Ari-chan）」。《禿鷲》的瑞秋·韓德勒（Rachel Handler）和PopSugar的梅基斯哈娜·皮耶（Mekishana Pierre）說這是她喜愛日本文化的證據。第二段副歌進行時開始有一段管弦編曲，這引導第三段副歌歌手演唱標題時使用了兩個更高的調。歌曲以混合和減速的尾奏結束，格蘭德的歌聲開始慢下來並進入定調。
格蘭德在歌詞中講述她利用某人從先前感情中走出來。這可以在副歌「Yeah, I'ma call you over here to numb the pain / I got a bad idea, forget about it, yeah, forget about him, yeah / Forget about me.」（大意：沒錯，我打算叫你過來讓我忘記疼痛/我有個壞念頭，忘了它，對，忘了他，對/忘了我的一切）看出來。西班牙網站Jenesaispop的勞爾·吉恩（Raúl Guillén）透過第二段主歌「Need somebody, gimme something I can feel / But, boy, don't trip, you know this isn't real / You should know I'm temporary」（大意：需要某人給我一些我無法感受的東西/但是男孩，別陷進去，你知道這不是真的/你應該知道我只是個過客）注意到格蘭德「非常需要」讓一個不期望她會做出承諾的人來忘記痛苦。《印第安納波利斯星報》、《大西洋》、《好萊塢報導》等出版物提出歌曲與高堤耶和金貝拉的《熟悉的陌生人》之間的相似之處。Sleeping With Sirens吉他手尼克·馬丁在推特同樣指出兩首歌曲的相同之處。

## 專業評價
《告示牌》的理查德·S·荷（Richard S. He）在2019年文章《每一首爱莉安娜·格兰德歌曲：樂評人選擇》中將歌曲排在第32名。《ELLE》的艾絲特爾·湯（Estelle Tang）認為《壞念頭》是《謝謝，下一位》中最棒的歌曲，而《內陸之聲報》的胡安·曼努埃爾·皮洛里（Juan Manuel Pairone）將其與美國歌手泰勒絲的音樂作比較。《Out》的馬修·羅德里格斯（Mathew Rodriquez）寫道「格蘭德可以唱歌是個事實，但《壞念頭》提醒著我們她不只是唱功紮實的歌手，還是可以去詮釋（歌曲）的歌唱家」。他接著寫道「歌曲也帶出了『專輯中最有活力的歌聲』」。《紐約時報》的喬恩·卡拉馬尼卡認為這首歌曲「清晰明瞭」，並有著「80年代晚期流行曲的堅持和時髦」。《衛報》的凱蒂王國稱這首歌「極具魅力」和「有種狡猾輕佻女孩的感覺」，並認為它「再次提出格蘭德是個危險尤物的概念」。Jenesaispop的勞爾·吉恩為這首歌曲寫了一篇詳細的文章。他在當中讚賞了它的詞曲創作、管弦編排、ad-lib和記憶點。他點出歌曲對於專輯的重要性，並說它「立馬（在專輯中）脫穎而出」，以及它是專輯中最重要的時刻之一。他總結評論文章時認為歌曲表明了格蘭德與馬克斯·馬丁的合作是個「好主意」。
在褒貶不一的評價當中，《好萊塢報導》的喬尼·科爾曼（Jonny Coleman）比較歌曲與高堤耶和金貝拉的《熟悉的陌生人》，說它「怪誕的管弦陷阱獨奏」是個「蠻壞的想法」。《大西洋》的斯賓塞·孔哈伯（Spencer Kornhaber）說《壞念頭》有潛力成為熱門歌曲。然而，他認為它抄襲了《熟悉的陌生人》。克里斯汀·史密斯（Kristin Smith）選擇這首歌曲的主題在《謝謝，下一位》「令人反感的內容」之中。

## 商業表現
2019年2月12日，在《謝謝，下一位》發行的幾天後，《壞念頭》在Spotify是全球第9最多串流的歌曲，而且格蘭德8首進入該平台的全球榜單前11名中的其中一首。《壞念頭》之後進入數個國家榜單。歌曲於2019年2月23日空降《告示牌》百強單曲榜第27名，這是格蘭德11首進入該榜單前40名中的其中一首。因此她超過卡蒂·B於2018年4月21日的9首歌，成為最多歌曲同時出現在榜單前40名的女歌手。翌週，它跌至第55名。2019年2月23日，《壞念頭》進入加拿大百強單曲榜第22名。翌週，它跌至第51名。
在希臘，《壞念頭》空降2019年數位國際單曲榜第6期的第9名。翌週，它升上最高位置第8名。下一期，它跌至第17名。它在榜單中總共呆了五週。在斯洛伐克，《壞念頭》在2019年第7週時進入百強數位單曲榜第9名。在下一週，它跌至第36名。在匈牙利，歌曲於2019年2月14日分別空降串流和銷售榜的第9和第40名。翌週，前者跌至第28名，而後者跌至榜外。在愛爾蘭，《壞念頭》於2019年2月22日進入愛爾蘭單曲榜第13名。翌週，它跌至第20名。在英國，歌曲於2019年2月15日分別進入流媒體榜和下載榜的第12和第54名。翌週，前者跌至第21名，而後者則跌出榜外。2019年2月16日，《壞念頭》在澳大利亞唱片業協會榜空降第21名，並在翌週跌至42名。在立陶宛，《壞念頭》空降百強單曲榜的第7名。

## 現場演出和重混
《壞念頭》被格蘭德放進2019年開始的甜到翻世界巡迴演唱會曲目列表中。她在表演歌曲時穿著紅色橡膠外裝，而她與伴舞共舞時，不透明的紅光照射在舞台上。編舞則是她拒絕了男性而與女性擁抱。《滾石》的布蘭妮·斯帕諾斯（Brittany Spanos）寫道格蘭德使用「有趣、故事性重的編舞而展示出她更邪惡、危險的一面」。《邁阿密新時報》的西莉亞·阿爾梅迪亞（Celia Almedia）評論邁阿密美國航空球場的那場秀，說格蘭德用「高活力」來表演歌曲，但指出她「苦苦嘗試在海量的伴舞、道具和笨拙的舞蹈動作之中脫穎而出」。《印第安納波利斯星報》的大衛·凌貴絲（David Lindquist）說歌手在印第安納波利斯班克斯人壽球館那場演出時打開了「她舞台表演鮮少出現的最高品質音域」。
格蘭德在2019年科切拉谷音樂藝術節的首週期間表演《壞念頭》。她在《淚滴 (天使哭泣)》和《上帝是女人》之後演唱此曲，而在暗黑太空主題的背景中身旁環繞了一群伴舞。《前音後果》的約翰·弗林（John Flynn）指出她三首歌的演出並沒有引起公眾關注，大部分人只是透過iPhone來看歌手。《洛杉磯時報》的米凱爾·沃德（Mikael Wood）說她的伴舞旋轉的「就像任何九寸釘樂團粉絲可以想得到的瀆神」。Refinery29的寇特妮·E·史密斯（Courtney E. Smith）說《壞念頭》「開始了一場沒有普通流行演唱會特徵的前半場秀。舞台以出人意料地暗黑太空主題設計，而（格蘭德）在（使人）毫無吸引力的聚光燈之下與伴舞混合在一起，就只是光反射在螢光燈，使她顴骨下形成了一條清晰的線」。歌曲在巡迴演唱會的現場詮釋版本包含在格蘭德的首張現場專輯《K Bye for Now》之中。
格蘭德在芝加哥的2019年Lollapalooza音樂節演唱《壞念頭》作為整場表演第二首。她在那裏遇到許多難題，例如從升降舞台下來時差點摔倒，也因為耳麥而無法演唱歌曲。然而，她之後使用手持麥克風繼續演出，並加入伴舞一起表演編舞動作。《密爾瓦基衛報》的皮特·利维（Piet Levy）讚賞歌手能掌控全場，說她「在壓力下能保持出人意料的冷靜，並證明了為什麼格蘭德現在是我們最完美的流行歌手之一」。
埃迪·馬丁尼茲（Eddie Martinez）重混《壞念頭》。《Instinct》的邁克爾·庫克（Michael Cook）對此給出好評，說重混比原版有著「更暗黑劇烈」的浩室風格，而且十分適合夜店。

## 參與名單
人員名單來自《謝謝，下一位》專輯內頁和Tidal。
地點
- 加州洛杉磯MXM工作室和瑞典斯德哥尔摩狼表兄弟工作室錄製
- 弗吉尼亚州維珍尼亞海灘混音之星工作室混音
- 紐約傑出之聲工作室製作母帶

人員
- 主唱 – 爱莉安娜·格兰德
- 詞曲創作 – 爱莉安娜·格兰德、彼得·斯文森、薩文·科特查、馬克斯·馬丁、伊利亞·薩爾曼扎德
- 製作 – 馬克斯·馬丁、伊利亞·薩爾曼扎德
- 編程 – 馬克斯·馬丁、伊利亞·薩爾曼扎德
- 混音 – 謝爾班·蓋內亞
- 混音協助 – 約翰·漢內斯
- 工程 – 山姆·霍蘭德
- 工程協助 – 科里·比斯、傑瑞米·萊爾托拉
- 母帶 – 蘭迪·梅里爾
- 聲樂製作 – 爱莉安娜·格兰德
- 吉他 – 馬克斯·馬丁、伊利亞·薩爾曼扎德
- 貝斯 – 馬克斯·馬丁、伊利亞·薩爾曼扎德
- 鼓 – 馬克斯·馬丁、伊利亞·薩爾曼扎德
- 鍵盤 – 馬克斯·馬丁、伊利亞·薩爾曼扎德
- 弦樂組 – 馬克斯·馬丁、伊利亞·薩爾曼扎德、馬帝亞斯·比隆德
- 小提琴 – 馬特亞斯·約翰森
- 大提琴 – 大衛·布考文斯基
- 弦樂 – 馬帝亞斯·比隆德

## 榜單成績
無效榜單輸入 Germany2|52
| 排行榜（2019年）                   | 最高 排名 |
| ---------------------------------- | --------- |
| 澳洲（澳大利亚唱片业协会榜）       | 21        |
| 加拿大（Canadian Hot 100）         | 22        |
| 捷克（百強數位單曲榜）             | 19        |
| 丹麥（Hitlisten单曲榜）            | 30        |
| 法国（法國唱片出版業公會單曲榜）   | 105       |
| 希臘（國際唱片業協會）             | 8         |
| 匈牙利（四十強單曲榜）             | 40        |
| 匈牙利（四十強串流榜）             | 9         |
| 愛爾蘭（愛爾蘭唱片音樂協會）       | 13        |
| 拉脫維亞（拉脫維亞音樂製造商協會） | 14        |
| 立陶宛（AGATA）                    | 7         |
| 荷兰（百强单曲榜）                 | 43        |
| 葡萄牙（葡萄牙唱片業協會单曲榜）   | 22        |
| 蘇格蘭（官方榜单公司單曲榜）       | 62        |
| 新加坡（新加坡唱片業協會）         | 24        |
| 斯洛伐克（百強數位單曲榜）         | 9         |
| 西班牙（西班牙音樂製作協會）       | 66        |
| 瑞典（瑞典最熱榜）                 | 41        |
| 台灣（KKBOX風雲榜西洋新歌週榜）    | 36        |
| 英國（官方榜單公司下載榜）         | 54        |
| 英國（官方榜单公司串流榜）         | 12        |
| 美国（《告示牌》百大單曲榜）       | 27        |